# Christopher Lillis
Pour les articles homonymes, voir Caldwell.
Christopher Lillis, née le 4 octobre 1998 à Rochester, est un skieur acrobatique américain spécialisé dans le saut acrobatique.

## Carrière
Il est le plus jeune homme à avoir remporté une manche de coupe du monde à 17 ans. Il compte également une victoire à Almaty en 2020.
Il participe aux épreuves de saut aérien aux championnats du monde FIS 2021 où il remporte une médaille d'argent en individuel et une médaille de bronze par équipe.
En février 2022, il est champion olympique par équipe aux Jeux de Pékin avec Ashley Caldwell et Justin Schoenefeld, ayant réussi en finale un back double full - full - double noté 135.00.

## Palmarès

### Jeux olympiques d'hiver
| Épreuve / Édition | Saut acrobatique individuel | Saut acrobatique en équipe |
| JO 2022 Pékin     |                             | Or                         |

### Championnats du monde
| Épreuve / Édition       | Saut acrobatique | Saut acrobatique en équipe |
| Mondiaux 2019 Park City | 7e               | 6e                         |
| Mondiaux 2021 Almaty    | Argent           | Bronze                     |
| Mondiaux 2023 Bakuriani |                  | Or                         |
| Mondiaux 2025 Engadine  |                  | Or                         |

### Coupe du monde
- 11 podiums dont 2 victoires.

#### Détails des victoires
| Épreuve / Édition | Sauts  |
| ----------------- | ------ |
| 2015-2016         | Minsk  |
| 2019-2020         | Almaty |